# Região Centro-Sul (Burquina Fasso)
O Centro-Sul (francês: Centre-Sud) é uma das treze regiões administrativas de Burquina Fasso criadas em 2 de julho de 2001. Sua capital é a cidade de Manga.

## Províncias
A Região Centro-Sul é constituída por três províncias:
- Bazéga
- Nahouri
- Zoundwéogo

## Demografia
| 1985    | 1996    | 2006    |
| 444 011 | 530 696 | 641 443 |